# 徐速
徐速（1924年—1981年8月14日），原名徐斌，又名徐直平，江蘇省宿遷縣人，香港著名作家，其小說《星星、月亮、太陽》、《櫻子姑娘》在香港、台灣及東南亞甚具影響力。
1950年代創立高原出版社及1970年代創辦《當代文藝》月刊，推動了當時的文藝創作，培育大量青年作家，對社會貢獻良多。

## 生平
少年時代在鄉間度過。抗戰時畢業於中央陸軍軍官學校第七分校第十九期，出任青年遠征軍參謀。二戰後到北京半工半讀，在北大中文系旁聽，並與友人合辦綜合性月刊《新大陸》, 開始從事寫作並發表第一部作品中篇小說《春曉》。
1950年南下香港以寫作爲職業，1952年在自由出版社任編輯，擔任《人人文學》雜誌編委，並創辦《海瀾》文藝雜誌。同時創立高原出版社，出版了大量文藝書籍。徐速以小說稱譽文壇，第一部長篇小說是《星星之火》（1952年），接著創作第二部三十萬字長篇小說《星星．月亮．太陽》（1953年），後者不僅成了當時的文學暢銷書，也是徐速的成名作，並被改編為廣播劇及拍成電影和電視連續劇。
1956年創辦青少年刊物《少年旬刊》。參加國際作家協會（International P.E.N.Club），任香港區理事。其後出版了兩部長篇小說《櫻子姑娘》（1959年）及《疑團》（1964年）。徐速在《櫻子姑娘》序言中表示，這是他近十部文藝創作中比較滿意的作品。後被改編為電視劇《烽火飛花》及《亂世有情天》。
1965年12月創辦純文藝雜誌《當代文藝》月刊。1969年至1971年在香港珠海學院文學系任教授。1975年協助組織香港青年作家協會。《當代文藝》月刊至1979年4月因徐速健康欠佳停刊，總共出版了161期，為期十三年又四個月，創下了香港開埠以來至徐速生前，三地兩岸，纯文藝刊物歷史最久的記錄。1981年8月14日，徐速在香港去世，安葬於蘇州。徐速逝世後，香港藝術發展局贊助出版復刊《當代文藝雙月刊》，由黃南翔主編。

## 作品
1. 《星星之火》長篇小說（1952年高原出版社出版）[4]
2. 《星星．月亮．太陽》長篇小說（1953年高原出版社出版）[4]
3. 《第一片落葉》短篇小說（1958年高原出版社出版）
4. 《櫻子姑娘》長篇小說（1959年高原出版社出版）[4]
5. 《去國集》詩集（1960年高原出版社出版）
6. 《心窗集》散文集（1961年高原出版社出版）
7. 《一得集》散文集（1961年高原出版社出版）
8. 《印度王子與神猴》改編世界名著（1963年高原出版社出版）
9. 《疑團》長篇小說（1964年高原出版社出版）[4]
10. 《百感集》散文集（1970年高原出版社出版）
11. 《啣杯集》文學評論集（1975年高原出版社出版）
12. 《徐速小論》散文集（1979年高原出版社出版）
13. 《徐速散評》散文集（1980年高原出版社出版）
14. 《徐速自選集》綜合集（1981年時代圖書公司出版）
15. 《故人》散文集（1981年博益出版集團出版）
16. 《傳令兵》中篇小說集（1981年博益出版集團出版）
17. 《嫒嫒》（浪淘沙三部曲之一）長篇小說（1989年當代文藝社出版）
18. 《驚濤》（浪淘沙三部曲之二）長篇小說（1991年當代文藝社出版）
19. 《沉沙》（浪淘沙三部曲之三）長篇小說（1993年當代文藝社出版）

## 刊物
- 《新大陸》合辦綜合性月刊（1948年北京）
- 《人人文學》文學月刊任編委（1952年香港）
- 《海瀾》創辦文藝雜誌（1952年至1954年香港）
- 《少年旬刊》創辦青少年刊物（1956年至1958年香港）
- 《當代文藝》創辦文藝月刊（1965年12月至1979年4月香港）